# Świątynia w Uppsali
Świątynia w Uppsali – świątynia pogańska w Gamla Uppsala (Starej Uppsali), w pobliżu współczesnego miasta Uppsala w Szwecji. W czasach przedchrześcijańskich czczono w niej bogów nordyckich.
Informacje o świątyni są bardzo ubogie, jednak jest ona wymieniana w sagach nordyckich, w Gesta Danorum, a także była opisywana przez Adama z Bremy. Ze świątynią związana jest istotna kontrowersja dotycząca jej lokalizacji (o ile przyjmiemy już, że stanowiła ona budynek). Niektórzy wierzą, iż była ona mylona z dworem królów szwedzkich, umiejscawianym kilkadziesiąt metrów na północ od obecnego kościoła. Kościoły jednak zwykle budowano na ruinach wcześniejszych pogańskich świątyń, a w czasie wykopalisk pod kościołem odkryto resztki jednej lub kilku dużych drewnianych budowli.
Snorri Sturluson napisał, że świątynia została wybudowana przez boga Frejra, który w zamierzchłych czasach rezydował w Uppsali. Snorri i Saxo Gramatyk twierdzili, że to właśnie Frejr zaczął czynić tutaj ofiary z ludzi. Sagi nordyckie, Saxo Gramatyk i Adam z Bremy opisują ofiary w Uppsali jako popularne święta przyciągające ludzi z całej Szwecji. Wszystkie źródła zaś podają, że w miejscu tym składano bogom nordyckim ofiary z ludzi.
Świątynia w Uppsali została najprawdopodobniej zniszczona przez króla Ingolda I w roku 1087 w trakcie ostatniej bitwy między poganami a chrześcijanami.
W roku 2000 w Gamla Uppsala szwedzki kapłan Asatrú dokonał pierwszej od ponad 900 lat ofiary blót.

## Heimskringla
Snorri Sturluson podaje, że Świątynia została zbudowana przez boga Frejra, który osiedlił się w Uppsali:

Odyn osiadł nad jeziorem Melar, w miejscu zwanym obecnie Stara Sigtuna. Wzniósł tam wielką świątynię, w której składano ofiary według zwyczajów mieszkańców Asaland. Zajął on cały ten rejon i nazwał go Sigtuna (niektórzy sugerowali, że była to Sitones Tacyta). Kapłanom świątyni nadał on lenna. Njord zamieszkał w Noatun, Frejr w Upsal, Heimdal w Himinbergs, Thor w Thrudvang, Balder w Breidablik; wszystkim im dał dobre włości.

Frejr zbudował w Upsal wielką świątynię, ustanowił tam swoją główną siedzibę i przekazał jej wszystkie swoje podatki, swoje ziemie i dobra. Następnie nadał początek włościom Upsali, które przetrwały na wieki.

Jednak od kiedy Frejr został pogrzebany pod kopcem ze skał w Upsali, wielu możnych stawiało kopce, aby uczcić pamięć swoich krewnych, i to tak często, jak często stawia się głazy.

Snorri podaje również, że w Świątyni dokonywano ofiar z ludzi:

Domald objął dziedzictwo po swoim ojcu Visburze i sprawował rządy nad krajem. Ponieważ za jego rządów panowała ogromna bieda i klęski, Szwedzi poświęcali wiele na ofiary w Upsal. Pierwszej jesieni złożyli w ofierze byka, jednak w następnym roku nie było lepiej. Na jesienną ofiarę został złożony człowiek, ale po tej ofierze rok był raczej jeszcze gorszy. Trzeciej jesieni, gdy miała się zacząć pora ofiar, do Upsal napłynęła wielka liczba Szwedów; możnowładcy naradzali się ze sobą i zgodzili się, że powodem niepowodzeń był król Domald, po czym podjęli decyzję, iż należy go złożyć go w ofierze za pomyślność zbiorów oraz napaść na niego i zabić, i skropić stalle bogów jego krwią. I tak właśnie zrobili.

Po upadku Olego do Upsal wrócił On i rządził królestwem przez dwadzieścia pięć lat. Po czym uczynił ponowną ofiarę za przedłużenie życia, w której poświęcił swego drugiego syna. Wtedy dostał odpowiedź od Odyna, że będzie żył tak długo, jak długo co dziesięć lat będzie dawał mu w ofierze swego syna oraz że jedną z prowincji w swoim kraju powinien nazwać od liczby synów, jakich odda Odynowi.

Opisuje on również, że na ofiary w świątyni gromadziło się wiele osób:

W tym czasie szeroko po całej Szwecji rządzili regionalni królowie z nadania Onunda, a Tiundalandem, w którym mieści się Upsal i w którym mają miejsce wszystkie szwedzkie Thingi, rządził Svipdag Ślepy. Dokonywano tam także ofiar w czasie przesilenia zimowego, w których brało udział wielu królów. Jednego roku w czasie przesilenia zebrało się w Upsal wielu ludzi. Przybył też król Yngvar z synami. Byli tam Alf, syn króla Yngvara, oraz Ingjald, syn króla Onunda - obaj w wieku sześciu lat. Zajmowali się oni dziecięcą zabawą, w której każdy z nich prowadził własną armię.

Jak podaje Snorri główny blót w Świątyni w Uppsali odbywał się w lutym, kiedy to dokonywano ofiar za pokój i zwycięstwa królów. Po nim odbywał się Ting wszystkich Szwedów oraz wielki targ, organizowany także po chrystianizacji Szwecji. Wykonywano też Disablót, aby dowiedzieć się, jak obfite będą następne zbiory.

## Gesta Danorum
Podobnie jak Snorri, Saxo pisał, że było to miejsce, w którym Frejr zapoczątkował składanie ofiar z ludzi:

Także Frejr, regent bogów, obrał siedzibę niedaleko od Upsali, gdzie zamienił na straszliwą i niesławną ofiarę przebłagalną stary zwyczaj modlitwy przy składaniu darów bogom, który był kultywowany przez wiele wieków i pokoleń. On to zaczął dawać bogom ohydne ofiary, w których uśmiercano ludzi.

Saxo pisze też, że w miejscu tym zbierali się ludzie dla rozrywki:

A gdy dokonał on (Starkad) wśród nich wiele znaczących czynów, udał się do kraju Szwedów, gdzie przez siedem lat razem z synami Frejra (Dynastia Ynglingów) oddawał się rozrywkom. W końcu jednak opuścił ich i udał się do Hakona, tyrana Danii, gdyż kiedy mieszkał w Upsala, w okresie składania ofiar, zniesmaczyły go zniewieściałe ruchy i hałasy mimów grających na scenie oraz nieludzki hałas wydawany przez dzwony.

## RelacjaAdama z Bremy

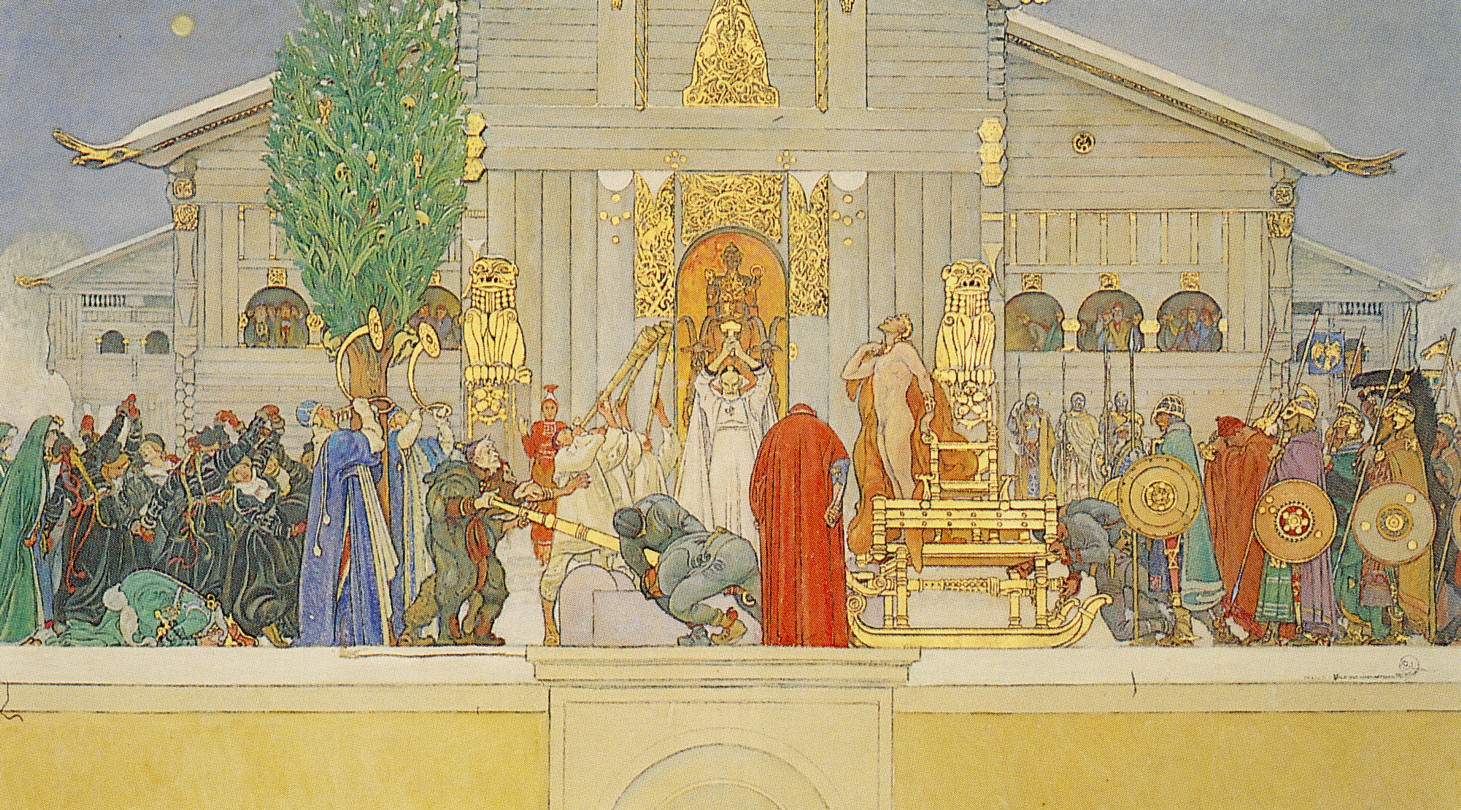
Czwarty szkic Midvinterblot Larssona – szkic na podstawie relacji Adama z Bremy

Adam z Bremy pisał, że Szwedzi mieli słynną świątynię o nazwie Ubsola, w pobliżu której znajdowało się duże drzewo z szerokimi konarami. Było ono zawsze zielone, w zimie i w lecie, i nikt nie wiedział, jakiego było gatunku. Była tam też studnia, przy której dokonywano ofiar i zanurzano żyjącego człowieka – gdy znikał, oznaczało to, że bogowie odpowiedzą na modlitwy. Było to niedaleko od miast Sigtuna i Birka.
Wokół szczytów świątyni wisiał złoty łańcuch, którego błyszczenie przybywający mogli widzieć z bardzo daleka. Stała ona na płaskim placu otoczona kopcami jak teatr. Wewnątrz świątyni bogato udekorowanej złotem znajdowały się trzy posągi bogów. Najważniejszy z nich Thor siedział w środku na tronie, a obok niego stali bogowie Odyn (Adam używał nazwy Wotan) oraz Frejr (Adam używał nazwy Fricco).
Thorowi przypisywano władzę nad powietrzem, grzmotami, błyskawicami, wiatrami, deszczem, dobrą pogodą i urodzajem. Odyn, co oznacza gwałtowny, przynosił wojnę i dawał siły przeciwko wrogom. Frejr, który obdarzał pokojem i przyjemnością był przedstawiony w postaci posągu z ogromnym fallusem. Posąg Odyna był uzbrojony, więc Adam porównywał go do Marsa, zaś Thor był porównywany z Jupiterem. Ludzie składali też hołd bohaterom, którzy zostani wyniesieni do rangi boskiej tak jak król Eryk, o którym jest mowa w Vita Ansgari.
Bogom służyli przeznaczeni im kapłani, a gdy groziła plaga lub nieurodzaj, składali ofiary Thorowi, zaś gdy miała być wojna – Odynowi, wreszcie przy zawieraniu małżeństw – Frejrowi.
Istniała tradycja odbywania co dziewięć lat w porze wiosennej równonocy wielkiej uroczystości, w której obowiązkowo musieli brać udział wszyscy Szwedzi. Nie tak dawno temu, król chrześcijański o imieniu Anund (Anund Gårdske) odmówił składania ofiary i ze względu na wiarę opuścił miejsce uroczystości.
Wszyscy królowie i zwykli ludzie przynosili do Uppsali dary i nawet chrześcijanie musieli przez uczestnictwo wypraszać tam łaski bogów, co Adam uważał za nieszczęście. Odbywały się tam uroczystości i oraz składanie darów ofiarnych trwające przez dziewięć dni. Każdego dnia poświęcany był człowiek i zwierzęta tak, że po dziewięciu dniach było złożone siedemdziesiąt dwie ofiary z ludzi i zwierząt.
W ofierze składano dziewięć głów męskich przedstawicieli każdego ofiarnego gatunku. Do gatunków tych należały psy, konie oraz ludzie (pozostałe gatunki to prawdopodobnie barany, koguty, świnie, kozły i byki). Ciała były wieszane na drzewach otaczającego świątynie świętego gaju. Każde drzewo w gaju było poświęcone przez wzgląd na śmierć i rozkład wiszących na nim resztek.
Pewien 72-letni chrześcijanin widział zwisające z konarów resztki ciał i podał, że w miejscu tym śpiewano wiele uwłaczających pieśni. Adam uważał, że najlepiej nie podawać szczegółów ich treści.

## Zniszczenie

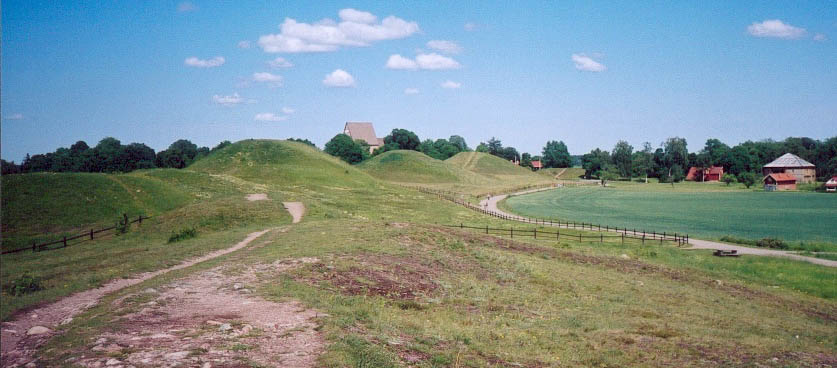
Gamla Uppsala

Olof Skötkonung po swoim chrzcie chciał doprowadzić do zniszczenia Świątyni, jednak stało się to prawdopodobnie dopiero za króla Ingolda I w roku 1087 w trakcie bitwy między poganami a chrześcijanami.
Na miejscu Świątyni postawiono nową katedrę arcybiskupów Szwecji (w trakcie prac wykopaliskowych pod obecnym kościołem znaleziono resztki wielu konstrukcji drewnianych).
Na obszarze tym znajduje się też duże cmentarzysko, na którym znajdowało się 2000-3000 kopców grobowych oraz pozostałości siedzib królów szwedzkich (było to centrum Uppsala öd). W pobliżu znajduje się muzeum oraz restauracja, w której zwiedzający mogą napić się miodu z rogów.